# Maria Cressari
Maria Cressari (* 27. Dezember 1943 in Brescia) ist eine ehemalige italienische Radrennfahrerin.

## Sportliche Laufbahn
Maria Cressari arbeitete in der Trattoria ihrer Familie als Kellnerin, trainieren konnte sie nur in ihrer Freizeit. Zwischen 1964 und 1973 wurde sie viermal italienische Straßenmeisterin, 1973 und 1975 in der Einerverfolgung. Achtmal startete sie bei UCI-Straßen-Weltmeisterschaften; ihre beste Platzierung war der zehnte Platz im Jahre 1973.
Am 25. November 1972 verbesserte Cressari im Velódromo Olímpico Agustín Melgar in Mexiko-Stadt mit 41,471 Kilometern den 14 Jahre alten Stundenweltrekord der Frauen. Diesen hatte bis zu diesem Zeitpunkt die Luxemburgerin Elsy Jacobs mit 41,347 Kilometern gehalten.
Erst drei Tage vor dem Rekordversuch war Maria Cressari angereist, im Gepäck ein speziell für diesen Anlass gefertigtes Colnagorad mit einem Gewicht von 4,7 Kilogramm, jedoch ohne weitere Begleitung. Am 23. November brach sie die Rekorde über 10 und 20 Kilometer, beim Rekordversuch über eine Stunde fehlten 11,20 Meter. Daraufhin mietete der anwesende italienische Konsul die Radrennbahn, die für die Olympischen Spiele 1968 errichtet worden war, für einen weiteren Tag, damit Cressari ihren Versuch wiederholen konnte. Am Morgen stellte sie zunächst einen Rekord über fünf Kilometer auf, bevor sie den Stundenweltrekord erfolgreich in Angriff nahm. Nach ihrer Rückkehr nach Italien gratulierten ihr die Radrennfahrer Fiorenzo Magni, Alfredo Binda und Gino Bartali zu ihrer Leistung. Für diese erhielt sie kein Geld zur Anerkennung, lediglich eine Medaille, und der Sponsor ihres Teams, ein Produzent von Säuglingsausstattungen, richtete ihrem sechsjährigen Sohn ein neues Kinderzimmer ein.
Am 17. Oktober 1974 stellte Cressari auf der Mailänder Vigorelli-Bahn einen Rekord über 100 Kilometer auf. Sie benötigte 2 Stunden, 41 Minuten und 32 Sekunden, was einer Geschwindigkeit von 37,141 Kilometer pro Stunde entspricht.
Ein Trikot und ein Fahrrad von Maria Cressari befinden sich im Museo del Ciclismo Madonna del Ghisallo.

## Erfolge

### Straße
1964
- Italienische Meisterin – Straßenrennen

1968
- Italienische Meisterin – Straßenrennen

1972
- Italienische Meisterin – Straßenrennen
- Stundenweltrekord: 41,471 km

1973
- Italienische Meisterin – Straßenrennen

### Bahn
1973
- Italienische Meisterin – Straßenrennen

1975
- Italienische Meisterin – Straßenrennen

## Teams
- 1971–1974 GS Baby Terraneo